# Hugonia villosa
Hugonia villosa là một loài thực vật có hoa trong họ Linaceae. Loài này được Engl. mô tả khoa học đầu tiên năm 1902.